# Escuadra Azul
Escuadra Azul (spanisch für Blaue Truppe) ist eine mexikanische Auswahlmannschaft der in der Stadt Orizaba im Bundesstaat Veracruz ansässigen Fußballschule Escuela de fútbol Escuadra Azul, deren blaue Trikots mit einem gelben Streifen über die Brust an das traditionelle Outfit der Boca Juniors erinnern.
Die Gründung des Vereins erfolgte in den 1960er-Jahren unter der ursprünglichen Bezeichnung Asociaicón Deportiva Independiente de Cerritos (A.D.I.C.).
Die Mannschaft war von 1970 bis 1975 in der seinerzeit noch drittklassigen Tercera División vertreten.

## Geschichte
Zur Saison 1970/71 stieg Escuadra Azul in den Profifußball ein und spielte – gemeinsam mit dem Stadtrivalen Orizaba FC – in der Tercera División. Beide Mannschaften hatten in der Punktspielrunde 23 Punkte erzielt und sich für die Endrundengruppenspiele qualifiziert, in der beide scheiterten. Während Escuadra Azul dem ehemaligen Zweitligisten Orizaba FC in der Liga zweimal unterlag (1:4 und 1:2), gelang der Mannschaft in der ersten Runde des Pokalwettbewerbs der Tercera División ein 2:0-Derbysieg und anschließend der Vorstoß bis ins Halbfinale, wo Escuadra Azul erst im Elfmeterschießen gegen den späteren Turniersieger Linces Tecnológico de Celaya unterlag.
In der Saison 1971/72 gelangen der Escuadra Azul nur 12 Punkte aus 16 Spielen (4 Siege, 4 Remis und 8 Niederlagen), während der Stadtrivale Orizaba FC, der erneut beide Derbys gewann (diesmal mit 2:1 und 2:0), ungeschlagen Meister wurde und die Rückkehr in die Segunda División feierte. Im Pokalwettbewerb, der diesmal in der Vorrunde mit einem Gruppenmodus ausgetragen wurde, spielte Escuadra Azul in derselben Gruppe wie der Orizaba FC und scheiterte in der Vorrunde, während der Stadtrivale sich für die K.o.-Runde qualifizieren konnte.
Die Saison 1972/73 verbrachte Escuadra Azul gemeinsam mit dem Lokalrivalen Unión Deportiva Río Blanco in der Tercera División. Beide Derbys endeten unentschieden (1:1 und 2:2), aber in der Abschlusstabelle lagen die Azurris mit nur elf erzielten Punkten hinter dem Lokalrivalen, der zwölf Punkte auf dem Konto hatte. Im Pokalturnier scheiterten beide Mannschaften in der Gruppenphase und verpassten somit den Einzug in die K.o.-Runde.
Mit insgesamt 4 Mannschaften, die in der Saison 1973/74 in der Tercera División spielten, war dies die zahlenmäßig stärkste Vertretung von Vereinen aus dem Großraum von Orizaba in der dritthöchsten mexikanischen Fußballliga. Neben Escuadra Azul und Río Blanco wurde das Quartett ergänzt durch den Zweitliga-Absteiger Orizaba FC sowie die in jener Spielzeit in den Profifußball zurückgekehrte Mannschaft der Union Deportiva Moctezuma. Mit der Bilanz von 19-17 Punkten aus 18 Spielen belegte die Escuadra Azul in der Regionalgruppe Ost den fünften Rang und ließ alle drei Lokalrivalen hinter sich. Auch im direkten Vergleich mit diesen drei Mannschaften schnitten Los Azurris insgesamt besser ab.
In der Saison 1974/75 spielte die Escuadra Azul zum fünften und insgesamt letzten Mal in der dritthöchsten Spielklasse. Am Ende stand der zehnte Platz in der Regionalgruppe Ost mit insgesamt 14 Mannschaften, wobei die Azurris diesmal die am schlechtesten platzierte Mannschaft aus Orizaba waren. Moctezuma beendete die Saison auf dem fünften und Río Blanco auf dem siebten Rang. Der Orizaba FC hatte sich zum Ende der vorangegangenen Saison aus der Liga zurückgezogen. Eine Entscheidung, die die Escuadra Azul zum Ende dieser Spielzeit ebenfalls traf.

## Rivalität
Die aus der im Nordwesten von Orizaba gelegenen Colonia Salvador Gonzalo García stammende Mannschaft der Escuadra Azul pflegt traditionell eine besonders große Rivalität zum aus demselben Viertel stammenden Club Cerritos. Die als gesellschaftlich höherstehend angesehene Mannschaft der Escuadra Azul trägt den Spitznamen Los millonetas (in etwa: Die Geldsäcke), die als gesellschaftlich geringer erachtete Mannschaft der Cerritos ist auch unter der Bezeichnung Los parientes pobres (Die armen Verwandten) bekannt.